# Coxal
El coxal o os ilíac és un os pla de l'anca que connecta el sacre amb el fèmur. Està format per tres parts: l'ili, l'isqui i el pubis.

## Articulacions
Es troba en la cintura, l'esquelet de la qual forma. S'articula amb l'homònim oposat a nivell de la símfisi púbica i amb el sacre per a formar la pelvis., amb el fèmur per a formar l'articulació del maluc o coxofemoral. A pesar d'estar articulada en si mateixa, existeix certa mobilitat en els ossos coxals, d'especial importància durant els esforços en el part, en les dones.
La zona articular més important de l'os coxal és l'acetàbul que és la cavitat articular per al cap del fèmur. En aquest punt és on els tres ossos conformants de l'os coxal es troben. Aquest acetàbil està bordejat pel "rodet cotiloide", que és un cartílag que amplia la cavitat cotiloide i permet major articulació amb el fèmur.

## Malalties associades
- Coxàlgia: dolor del maluc, gonocòccic o reumàtic.[3]
- Displàsia del maluc: trastorns de l'articulació coxofemoral.
- Coxagra: gota, localitzada en l'articulació del maluc.[4]

## Galeria

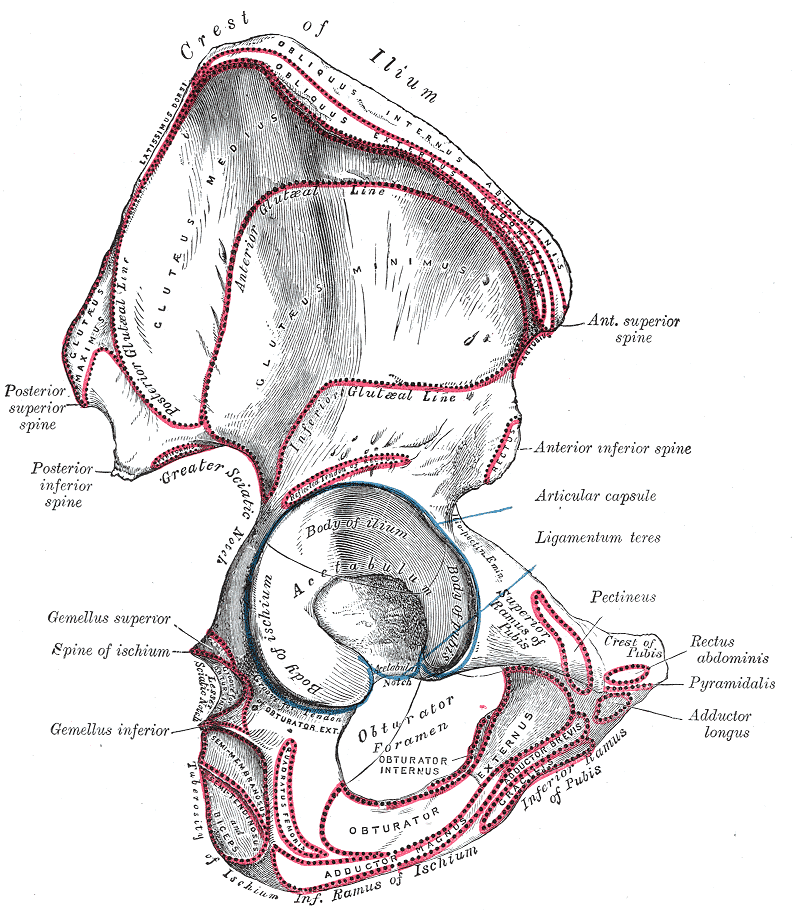
Coxal dret. Superfície externa.
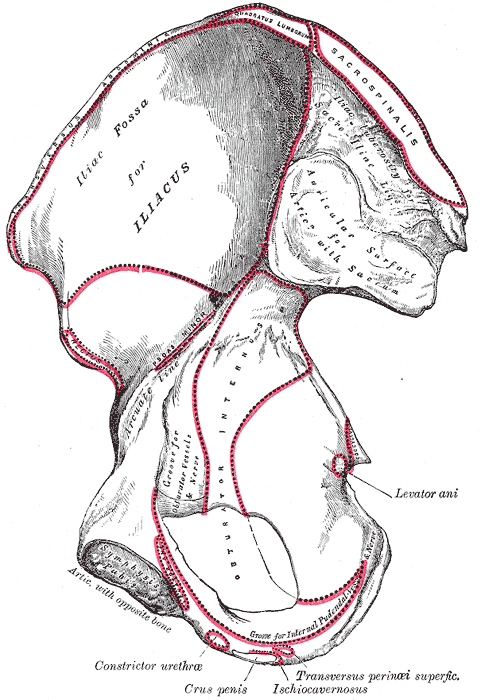
Coxal dret. Superfície interna.